# Hinton Blewett
Hinton Blewett is een civil parish in het bestuurlijke gebied Bath and North East Somerset, in het Engelse graafschap Somerset met 308 inwoners.